# Erik Herseth
Erik Johan Herseth, född 9 juli 1892 i Aker, död 28 januari 1993 i Oslo, var en norsk seglare.
Herseth blev olympisk guldmedaljör i segling vid sommarspelen 1920 i Antwerpen.